# Cornell University Women's Volleyball
La Cornell University Women's Volleyball è la squadra pallavolo femminile appartenente alla Cornell University, con sede a Ithaca (New York): milita nella Ivy League della NCAA Division I.

## Storia
Il programma di pallavolo femminile della Cornell University viene fondato nel 1972. Entra a far parte della Ivy League nel 1977, quando questa era una conference dell'AIAW Division I, e vi resta anche dopo la transizione in NCAA Division I, dopo la quale le Big Red si aggiudicano sei titoli di conference; partecipano anche al torneo NCAA Division I, senza mai andare oltre il primo turno.

## Record
| Piazzamento          |   | Edizione                                         |
| -------------------- | - | ------------------------------------------------ |
| Tornei NCAA          | 3 | Primo turno: 3 1996, 2005, 2006                  |
| Titoli di conference | 6 | Ivy League: 6 1991, 1992, 1993, 2004, 2005, 2006 |

## Conference
- Ivy League: 1977-

## Allenatori
- Sue Nattrass: 1972
- Debbie Nelson: 1973
- Andrea Dutcher: 1974-1987
- Jolene Nagel: 1988-1991
- Merja Connolly: 1992-1993
- Sue Medley: 1994-1998
- Christie Jackson: 1998-2003
- Deitre Collins: 2004-2008
- Sarah Bernson: 2009-2011
- Melissa Batie: 2012-2014
- Trudy Vande Berg: 2015-